# Sivaš

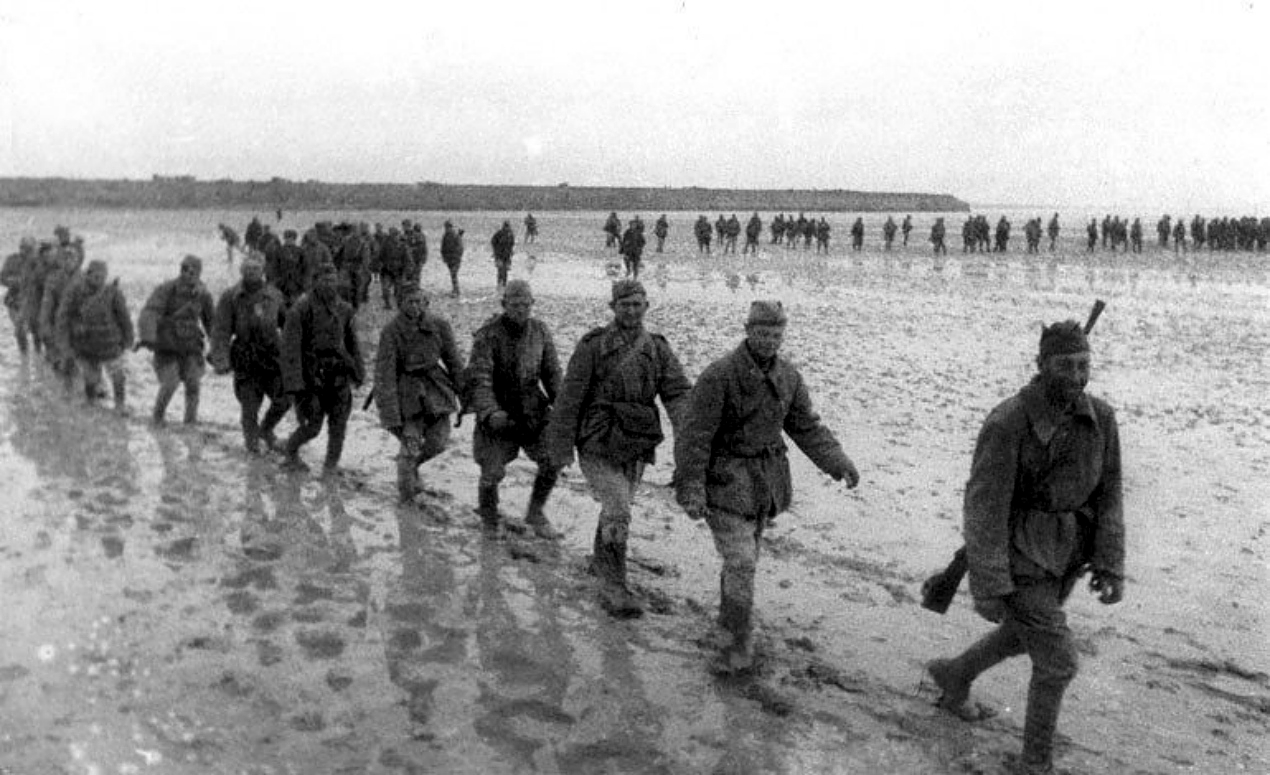
Soldati sovietici lungo il Sivaš, 1943

Il Sivaš (in russo Сиваш?; in ucraino Сиваш?, Syvaš; in tataro di Crimea: Sıvaş), comunemente indicato come Mare Marcio (in russo Гнилое Море?, Gniloe More; in ucraino Гниле Море?, Hnyle More; in tataro di Crimea: Çürük Deñiz), è un sistema di baie e lagune di grande superficie ad ovest del Mar d'Azov, che divide la Crimea dalla terraferma ucraina.
Dal 2014, a causa della crisi in Crimea, è attraversato de facto dal confine tra la Russia e l'Ucraina.

## Geografia fisica
L'intera superficie acquatica del Sivaš ammonta a circa 2.560 km² ed il territorio totale, comprensivo delle numerose isole, a circa 10.000 km². La sua massima estensione in direzione est-ovest è di circa 200 km, mentre quella in direzione nord-sud giunge solo a 35 km. La profondità massima delle acque del Sivaš non supera i 3 metri ed il fondo è coperto da uno strato spesso da uno a dieci metri di sedimenti salini e carbonici. In estate la superficie acquatica si riscalda gradualmente emettendo uno sgradevole odore, il che dà conto del nome attribuitogli di mare marcio. Emergono così in questa stagione larghe superfici asciutte che appaiono come un deserto salino.
Isole e dintorni del Sivaš sono piatti, umidi ed acquitrinosi. Ad est lo Stretto di Čonhar divide il Sivaš in "Sivaš orientale" e "Sivaš occidentale". Presso Heničes'k il Sivaš viene separato dal Mar d'Azov dalla striscia di Arabat lunga 110 km. Il valore economico del Sivaš consiste principalmente nelle saline.

## Storia
Nel corso della storia il Sivaš costituì più volte, per gli invasori della Crimea, un ostacolo insormontabile, cosicché le battaglie si svolsero prevalentemente sull'istmo di Perekop. 
Nel corso della guerra russo-turca del 1735-1739 su questa striscia di terra si confrontarono le truppe ottomane, asserragliate in una serie di fortificazioni erette lungo questa linea, contro quelle russe dei generali Leontiew e, successivamente, Lacy, con il successo che arrise a quest'ultimo, il quale invase così la Crimea.
Durante la guerra civile russa (1920) riuscì anche all'Armata Rossa di dilagare nella Crimea attraverso il corridoio di Tschongar.

## Origini del nome
Il nome del lago deriva dal tataro sıvaş (сываш), che significa «sporco, marcio», ed è dovuto, proprio come il soprannome mare marcio, alla scarsa profondità ed elevata concentrazione salina delle sue acque, causata dalla forte evaporazione.
Il lago ha successivamente dato il nome ad una stazione ferroviaria sorta nei suoi pressi, nel 1874, divenuta il fulcro di un omonimo villaggio, nel distretto di Heničes'k.